# Fonts de Camprodon
La vila de Camprodon es feu famosa entre els estiuejants de principis del segle xx, no solament pels seus paisatges pirinencs i temperatures agradables a l'estiu, sinó també per les seves mantes fonts a la rodalia del nucli urbà, com la Mare de la Font, la Font Nova, la Font de Sant Patllari o la Font del Vern.
Actualment podem comptar les següents fonts urbanitzades
En el nucli urbà:
- Font nova
- Mare de la font
- Font de la placeta
- Font de can Roqué
- Font de la forcarà
- Font dels quatre cantons
- Font de la Cordera
- Font de la plaça del Dr. Robert (moderna)
- Font del Monestir (moderna)
- Font del carrer Freixenet (moderna)
- Font d'en Guasch (moderna)

Fora del nucli urbà:
- Font de can Moi
- Font del ferro
- Font de Llandrius
- Font de les gavatxes
- Font del Botàs
- Font del vern
- Font de Sant Patllari
- Font del boix
- Font del faig (surgència canalitzada el 2000)
- Font rubí
- Font de can Bola